# Пол Сайпл
Пол Сайпл  (Paul Allman Siple), 18 грудня 1908 року, Монтпельє, Огайо - 25 листопада 1968 року,  Арлінгтон , Вірджинія) - американський географ і полярний дослідник.

## Біографія
Американський полярний дослідник Пол Сайпл  народився 18 грудня 1908 року. Він брав участь у шести полярних експедиціях. Під час другої антарктичної експедиції   Річарда Берда  (1939-1941) брав участь у експериментах до визначення   Вітро-холодового індексу. У кінці вересня із Літл-Америки на схід і на південь Берд відправив кілька партій на всюдиходах і собаках.  Командою "східняків" керував Пол Сайпл. Саме він, вчений-біолог і навігатор, отримав барометричні  дані, які дозволили отримати уявлення про рельєф значних територій Землі Мері Берд, які назвали плато Рокфеллера. Також вдалось виявити   великий вигин берега біля 81° пд.ш. і завершити відкриття острова  Рузвельта. До того ж було встановлено, що частина шельфового льодовика Росса тримається на корінних породах, які знаходяться нижче рівня моря. Дослідник Сайпл був у команді West Base американської антарктичної служби (USAS),   і був штурманом на всіх головних дослідницьких польотах, у тому числі польоті, в якому був відкритий і досліджений вулкан Сайпл. 
Взимку 1939-1940 року під час Третьої американської експедиції Берда Сайпл керував західним табором. Там зимувало тридцять три чоловіки. Польоти в середині грудня дозволили внести уточнення у карту узбережжя Землі Мері Берд. Сайпл виконував обов'язки штурмана,  він відкрив і відзнімкував широку (200 км) затоку Ріглі. Формою затока нагадувала прямий кут, вирізаний у шельфовому льодовику Геца біля 129° західної довготи.   У бік на схід Сайпл виявив масивну  і високу (3100 м) гору, яка отримала ім'я Сайпл. Експедиція завершила роботу в кінці березня 1941 року.  За підрахунками Берда було виявлено і вперше сфотографовано 1300 км берегової лінії континента. 25 листопада 1956 року  Пол Сайпл став першим науковим керівником антарктичної станції Амундсен - Скотт (1956-1957). У його честь названий Берег Сайпл, антарктична станція, острів і вулкан.

## Пам'ять
- У його честь названий берег Сайпла і антарктична станція.
- Його іменем названий неактивний вулкан і найвища точка  однойменного острова (біля Антарктиди), який знаходиться у північно-західній частині острова.
- Ім'я американського полярного дослідника носить острів   на межі морів Амундсена і Росса. Острів  має довжину 110 км (68 миль), його центр розташований на 73 ° 51'S 125 ° 50'W / 73,850 ° S 125.833 ° W.

Площа острова дорівнює   6390 км 2 (2467 квадратних миль). Острів і гори були названі Консультативним комітетом США з антарктичних назв у 1967 році на честь антарктичного дослідника.

## Книги Сайпла
- A Boy Scout with Byrd, видана  взимку 1931 року
- Exploring At Home, у вересні  1932 року
- Scout to Explorer, 1936 рік
- 90 Degrees South, 1959 рік

## Відзнаки
- Медаль Хаббарда, 1958. Найвищу нагороду Королівського географічного товариства, яка вручається з 1831 року   «за заохочення і популяризацію географії, науки та відкриттів», Сайпл отримав	за внесок в Антарктичні дослідження та розвідку.
- Silver Buffalo Award, 1947
- Distinguished Service Award of the Order of the Arrow, 1958
- David Livingstone Centenary Medal, 1958